# Rhogeessa tumida
Rhogeessa tumida — вид родини лиликових.

## Середовище проживання
Поширення: Беліз, Коста-Рика, Сальвадор, Гватемала, Гондурас, Мексика, Нікарагуа. Мешкає від низовин до 1500 м. Населяє найрізноманітніші місцях проживання, в тому числі вічнозелені й листопадні ліси, відкриті простори і села. Сідала лаштує в будівлях і порожнистих деревах, колонії можуть бути великими. 

## Поведінка
Це один з перших кажанів, що з'являються на заході сонця, часто літаючих низько до землі. Є два піки активності, протягом години після заходу сонця і протягом години після світанку. Він живиться дрібними літаючими комахами. Самиці народжують в основному два дитинча.

## Морфологія
Довжина від 63 до 79 міліметрів. Вуха маленькі і округлі на кінцях. Черево від коричневого до вохрового кольору, верх чорний з рожевим чи корицевим відтінком. 

## Загрози та охорона
Немає серйозних загроз для цього виду. Зустрічається в охоронних районах.